# Брайтах
Брайтах (нем. Breitach) — горная река в Австрии и Германии, приток Иллера. Берёт начало в Форарльберге (Австрия). Далее, протекая по Алльгойским Альпам Брайтах в Оберстдорфе сливается со Штиллахом (Stillach) и Треттахом (Trettach) и образуя Иллер.
Длина Брайтаха, совместно с одним из образующих его притоков (Turabach), — 24,28 км (из них свыше 16 км река протекает по Австрии), площадь бассейна 149,02 км². Высота устья 778 м.
Брайтах протекает через ущелье Брайтахкламм — одно из природных достопримечательностей Германии. Ущелье открыто для туристов практически весь год.
В русле Брайтаха был открыт жёлто-зелёный минерал Брайтахштайн (Oberstdorfer Breitachstein), местный вид радиолярита.